# Agustín Ormaechea
Agustín Ormaechea (nacido en Montevideo el 8 de marzo de 1991) es un jugador de rugby uruguayo, que juega de medio scrum para la selección de rugby de Uruguay y para el Stade Montois en el Pro D2 francés.
Su padre, Diego Ormaechea, es considerado el mejor jugador uruguayo de rugby de todos los tiempos y conserva el récord de ser el jugador más viejo en una Copa Mundial de Rugby, en 1999. Comenzó su carrera en Uruguay jugando para el Carrasco Polo Club (2009-2013). 
Agustín Ormaechea debutó con la selección de Uruguay en un partido contra Portugal en Caldas da Rainha el 13 de noviembre de 2011. 
En junio de 2013, se trasladó a Francia para jugar con el Stade Montois.
Seleccionado para la Copa del Mundo de Rugby de 2015, Ormaechea anotó un ensayo en la derrota frente a Fiyi, y además logró puntos gracias a una conversión, en la fase de grupos. Fue elegido mejor jugador del partido, pero fue expulsado en el minuto 66, al ver la segunda tarjeta amarilla.